# Danilo Sbrana
Danilo Sbrana (Pisa, 28 agosto 1900 – Firenze, 27 gennaio 1965) è stato un calciatore italiano, di ruolo attaccante.
Era conosciuto anche come Sbrana I per distinguerlo dal fratello Dino, anch'egli attaccante del Pisa.

## Carriera
Debutta con il Pisa nel 1919, disputando con i toscani 94 gare e segnando 71 reti fino al 1925, anno in cui lascia il club nerazzurro. È uno dei cannonieri storici del Pisa sia per il numero di reti messe a segno in totale sia perché conta 21 gol in 21 partite nel campionato di Prima Divisione 1921-1922.
In seguito milita nella Fortitudo Pro Roma nel campionato di Divisione Nazionale 1926-1927; dopo la nascita dell'A.S. Roma avvenuta nel 1927 è inserito nella rosa del nuovo club capitolino, ma viene ceduto l'anno successivo senza aver disputato alcuna gara ufficiale con la prima squadra giallorossa, avendo tuttavia giocato con la seconda squadra e avendo segnato nell’amichevole contro l’Attila di Budapest.